# Gerhard Pastoors
Gerhard Pastoors (* 15. Mai 1936 in Gelsenkirchen) ist ein ehemaliger deutscher Fußballspieler. Der auf allen Positionen im damals angewandten WM-System einsetzbare Stürmer absolvierte bei den Vereinen Rot-Weiss Essen, Viktoria 89 Berlin und dem BC Augsburg von 1958 bis 1963 insgesamt 88 Spiele in den Oberligen West, Berlin und Süd und erzielte dabei 28 Tore. In seinem Jugendverein Eintracht Gelsenkirchen hatte er zuvor von 1955 bis 1958 in 66 Ligaspielen mit 30 Toren Wettkampferfahrung in der 2. Liga West gesammelt. Als Pastoors in der Saison 1956/57 in 28 Ligaspielen 14 Tore erzielt hatte, wurde er vom DFB im Mai 1957 in die U-23-Juniorennationalmannschaft berufen.

## Laufbahn

### Gelsenkirchen und Essen, bis 1961
Pastoors wurde in Gelsenkirchen geboren und bei der dortigen Eintracht begann er auch Fußball zu spielen. Nach der Jugend erreichte er mit dem blau-roten Fusionsverein 1954/55 vor den Rivalen Union Günnigfeld und Arminia Ickern die Meisterschaft in der Landesliga Westfalen, Gruppe 3. In der Endrunde um die Westfalenmeisterschaft setzte sich das Team aus dem Stadion am Südpark gegen die Konkurrenten VfB Bielefeld, Sportfreunde Siegen, Dortmunder SC und Erler SV 08 durch und stieg in die 2. Liga West auf. An der Seite von Mitspielern wie Torhüter Günter Bartlewski, Dieter Kowalewski und Klaus Kunkel zeigte Pastoors 1955/56 mit 13 Toren in 30 Ligaeinsätzen auch seine Klasse im zweitklassigen Vertragsfußball. Der Aufsteiger belegte den 5. Rang und hatte in den zwei Heimspielen gegen TSV Marl-Hüls (2:2) und den Meidericher SV (1:1) jeweils 10.000 Zuschauer im heimischen Stadion zur Unterstützung vorzuweisen gehabt. Ab dem zweiten Zweitligajahr, 1956/57, stürmten auch die zwei weiteren Talente Heinz Hornig und Hans Nowak an der Seite von Pastoors. Der zumeist in der Sturmspitze agierende Angreifer verbesserte seine Bilanz in 28 Ligaspielen auf 14 Tore und war damit auch Bundestrainer Sepp Herberger aufgefallen. Er lief am 26. Mai in Bayreuth bei einem 1:1-Remis gegen die Tschechoslowakei in der Juniorenauswahl U 23 auf; Pastoors wurde in der zweiten Halbzeit für Mittelstürmer Josef Marx eingewechselt und Vereinskollege Hornig stürmte am linken Flügel.
Zur Saison 1958/59 nahm er das Angebot von Rot-Weiss Essen an und wechselte in die Oberliga West. Pastoors debütierte am siebten Rundenspieltag, dem 5. Oktober 1958, bei einer 2:3-Heimniederlage gegen den VfL Bochum auf Halbrechts in der Oberliga. Trainer Raymond Schwab hatte im Angriff der Elf aus Bergeborbeck auf Helmut Rahn, Pastoors, Karl Vigna, Franz Islacker und Peter Velhorn gesetzt und die Abwehr um die Leistungsträger Fritz Herkenrath und Heinz Wewers gruppiert. Sein erstes Tor in der Oberliga gelang Pastoors am 19. Oktober 1958 bei einem 2:2-Auswärtsremis gegen den FC Schalke 04, als er in der 35. Minute RWE vor 30.000 Zuschauern mit 1:0 in Führung gebracht hatte. Die Runde beendete die Mannschaft von der Hafenstraße auf dem 6. Rang und Pastoors hatte in 19 Ligaeinsätzen sieben Tore erzielt. Genauso viel wie Willi Vordenbäumen und zwei Tore weniger als Helmut Rahn; Islacker hatte die interne Torschützenliste mit 12 Treffern angeführt. Vor dem zweiten Oberligajahr von Pastoors bei RWE, 1959/60, ging die Sturmlegende „Boss“ Rahn zum 1. FC Köln und hinterließ bei den Rot-Weissen eine gewaltige Lücke. Da auch noch Vereinslenker Georg Melches ernsthaft erkrankte und das Revier grundsätzlich im Zeichen der Kohlenkrise stand und RWE sich auch deshalb im wirtschaftlichen Niedergang befand, standen an der Hafenstraße schwere Zeiten bevor. Es kam zwar mit Heinz Hornig von Schalke 04 ein Flügeltalent, aber ob der ehemalige Mannschaftskamerad von Pastoors bei Eintracht Gelsenkirchen auf Anhieb den Weltmeister des Jahres 1954 ersetzen konnte, das war fraglich.
Pastoors spielte eine gute Runde, hatte nach dem 20. Spieltag eine Bilanz von 18 Ligaeinsätzen mit sieben Toren vorzuweisen und bei noch zehn anstehenden Rundenspielen, schien er auf dem besten Weg zu sein, eine zweistellige Trefferquote zu erreichen. Sein 20. Rundeneinsatz fand am 24. Januar 1960, bei einem 5:1-Heimerfolg gegen Borussia Mönchengladbach, statt. Er steuerte auf Rechtsaußen einen Treffer bei und Linksaußen Hornig zeichnete sich als vierfacher Torschütze aus. RWE belegte mit 23:17 Punkten den 5. Rang. Es sah gut für Pastoors und RW Essen aus. Da geschah ein Unglück: Bei der anschließenden Heimfahrt wurde er in einen Autounfall mit Todesfolge verwickelt und fiel durch die Verletzungen aus dem Unfall für den Rest der Runde aus. Seine Mannschaftskameraden konnten danach lediglich noch sechs Punkte in den restlichen zehn Spielen erringen. Pastoors versuchte nach dem tragischen Ereignis mit dem Tod seiner Freundin und dem anschließenden Gerichtsverfahren zwar 1960/61 seine Karriere in Essen fortzusetzen, aber es funktionierte nicht mehr. Er kam lediglich auf neun Ligaeinsätze an der Seite der Neuzugänge Werner Kik, Kurt Linder, Otto Rehhagel und Gustav Walenciak und der Deutsche Meister des Jahres 1955, Rot-Weiss Essen, stieg in die 2. Liga ab. Er brach die Zelte in Essen ab und verzog nach Berlin; dort schloss er sich zur Runde 1961/62 dem BFC Viktoria 89 Berlin an und versuchte weit weg vom Fußball-Westen einen Neuanfang.

### Berlin und Augsburg, 1961 bis 1966
Beim ehemaligen Deutschen Meister der Jahre 1908 und 1911 startete der Mann aus Gelsenkirchen am 13. August mit einem 3:3 beim Spandauer SV und als zweifacher Torschütze in die Runde. Er hatte im Angriff als Mittelstürmer neben den Angriffskollegen Helmut Beeckmann, Günter Steinert und Werner Nocht gestürmt. Es war der 13. August 1961, der Tag an dem in der geteilten Stadt an der Sektorengrenze mit Stacheldraht und Mauerbau umfangreiche Sperrmaßnahmen vollzogen wurden. Im ersten Probespiel der Nationalmannschaft vor der Weltmeisterschaft 1962 in Chile trat die DFB-Elf am 30. August 1961 in Berlin gegen die heimische Stadtauswahl an. Pastoors wurde bei der 1:2-Niederlage der Berliner in der 2. Halbzeit für Lutz Steinert von Hertha BSC im Angriff eingewechselt. Die Stadtauswahl rekrutierte sich in erster Linie aus Spielern von Hertha BSC, Tennis Borussia und Tasmania 1900. Als Viktoria 89 am 10. Dezember 1961 ein sensationeller 2:1-Auswärtserfolg gegen Hertha BSC glückte, hatte Pastoors den zwischenzeitlichen 1:1-Ausgleich erzielt. Am Rundenende hatte er 22 Ligaspiele absolviert und zehn Tore für die „Himmelblauen“ erzielt. Er beendete nach nur einer Runde seinen Aufenthalt in Berlin und unterschrieb zur letzten Saison der alten erstklassigen Oberliga beim BC Augsburg einen neuen Vertrag und verzog im Sommer 1962 in die Fuggerstadt an der Lech.
Die Saison 1962/63 verlief beim BCA aber nicht gut für Pastoors und auch nicht für seinen neuen Verein. Der BCA beendete die Runde auf dem 16. und letzten Tabellenrang. Neben Mitspielern wie Herbert Ammer, Gert Fröhlich, Walter Rauh, Ottmar Maurus und Werner Sterzik hatte Pastoors in 20 Ligaeinsätzen vier Tore erzielt. In seiner zweiten BCA-Runde, 1963/64, trat er mit dem Team um Altnationalspieler Ulrich Biesinger in der zweitklassigen Regionalliga Süd an. Aber auch hier enttäuschte der BCA völlig und stieg als 19. in das Amateurlager ab. In 28 Ligaeinsätzen hatte Pastoors sieben Tore für den Absteiger erzielt. Jetzt versuchte er es nochmals bei Viktoria 89 und wechselte wieder nach Berlin.
In der Runde 1964/65 konnte er mit zehn Toren in 24 Rundenspielen eine persönlich ordentliche Bilanz zustande bringen, im zweiten Jahr, 1965/66, stieg er aber auch mit Viktoria 89 aus dem Vertragsspielerlager in den Amateurbereich ab. Damit endete die höherklassige Spielerlaufbahn von Gerhard Pastoors.

## Vereinsstationen als Spieler
- bis 1958: Eintracht Gelsenkirchen
- 1958–1961: Rot-Weiss Essen
- 1961–1962: Viktoria 89 Berlin
- 1962–1964: BC Augsburg